# Geria forbesi
Geria forbesi là một loài bướm đêm trong họ Noctuidae.